# Lygodium acuminatum
Lygodium acuminatum là một loài dương xỉ trong họ Lygodiaceae. Loài này được Sturm mô tả khoa học đầu tiên năm 1859.
Danh pháp khoa học của loài này chưa được làm sáng tỏ. 